# Aeroportul Internațional Xiamen Gaoqi
Aeroportul Internațional Xiamen Gaoqi (IATA: XMN, ICAO: ZSAM) este un aeroport din Huli District⁠(d), Xiamen⁠(d), Fujian, Republica Populară Chineză ce deservește zona Xiamen⁠(d). Aeroportul a fost tranzitat în 2022 de 10.125.604 pasageri. A fost deschis în 22 octombrie 1983 și numit după Gaoqi⁠(d).
Situat la o altitudine de 18 m, aeroportul dispune de o singură pistă.